# فوند دو لک (ویسکانسین)
فوند دو لک، ویسکانسین  (به انگلیسی: Fond du Lac) شهری در شهرستان فوند دو لک ایالت ویسکانسین است که در سال ۱۸۵۲ بنیان‌گذاری شده‌است. این شهر طبق سرشماری سال ۲۰۱۰ میلادی ۴۳٬۰۲۱ نفر جمعیت داشته‌است.